# Byalag

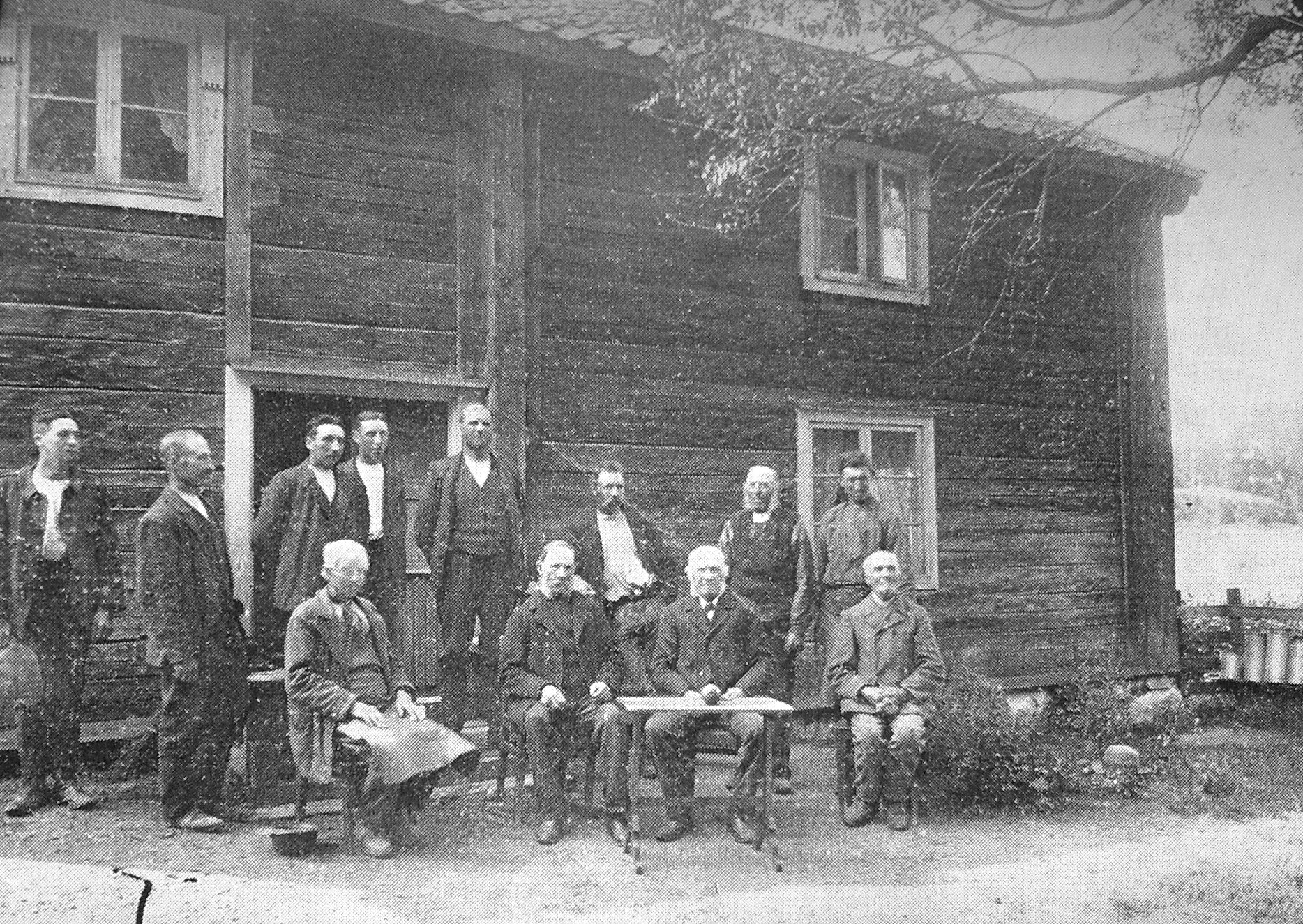
Byalaget i Kila by, Hycklinge socken, Östergötland i samband med bystämma. Foto: Sigurd Erixon.

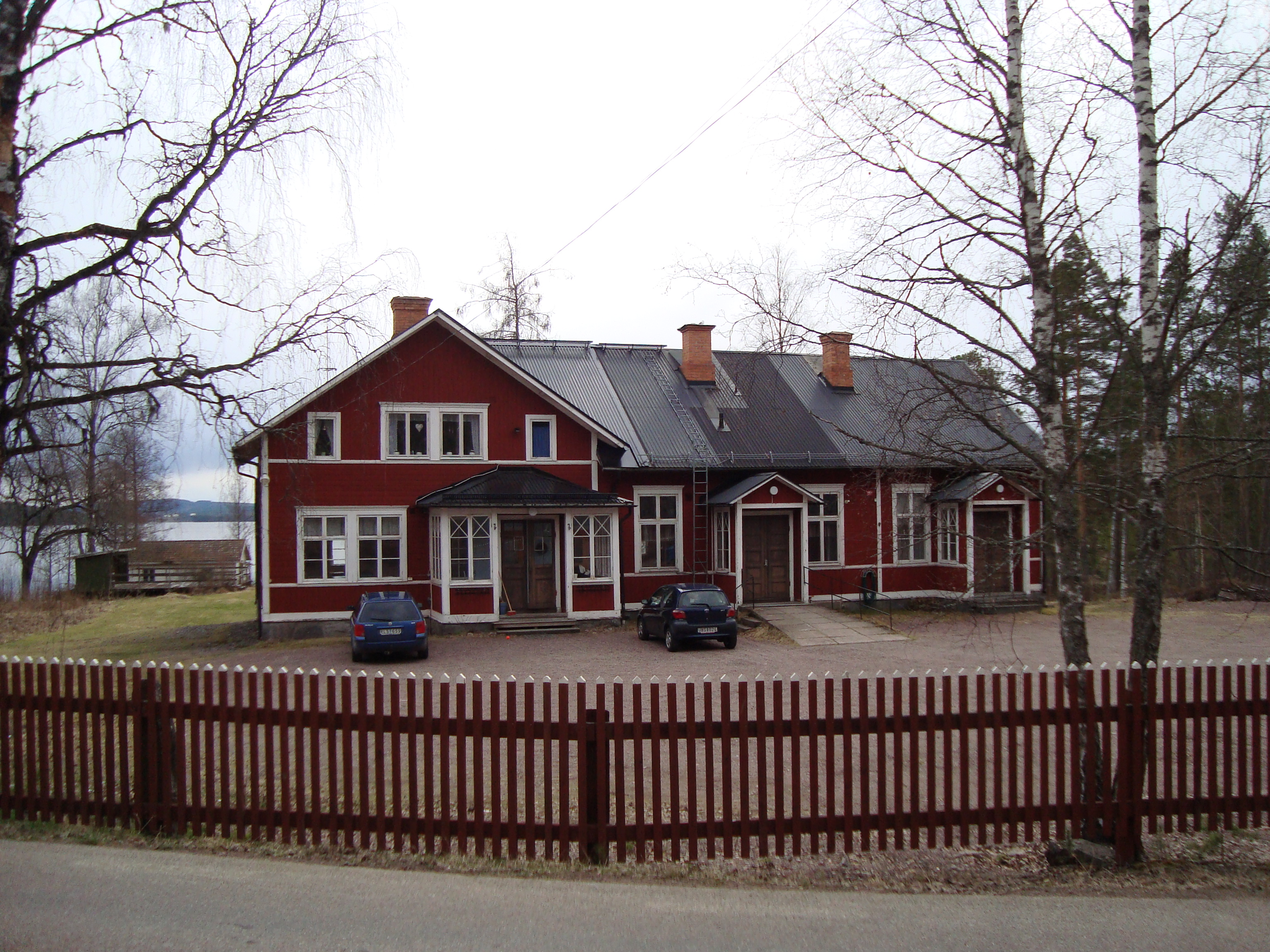
Österå bystuga, Dalarna.

Ett byalag är den institution som invånarna i en by organiserar sig i. I äldre tid hade byalaget en mer juridisk funktion, då byalaget bl.a. utsåg sändebud till sockenstämman, alltså föregångarna till dagens kommunfullmäktigeledamöter. Idag är funktionen ofta mer social med arrangemang som midsommarfirande, valborgsfirande, bytidning och hantverks-, berättar- eller trivselkvällar på programmet. Byalag ordnar ofta aktiviteter kring jul; som julmarknad, julfirande och julgransplundring. Den juridisk-politiska funktionen finns dock delvis kvar genom att byalag och byföreningar fungerar som rådgivande instans i kommunala och landstingskommunala frågor.
Många byalag fungerar också som lokala ekonomiska enheter.

## Byalagen före 1800-talet
Det är oklart hur länge byalagen existerat. I historisk tid kallades svenska jordägare med hjälp av budkavle till en bystämma, som leddes av en ålderman. Det fanns en byordning som reglerade skyldigheter och rättigheter med avseende på gemensam egendom, skötsel av boskap, fattigvård med mera. Fattigvården och fattigstugan organiserades på sockennivå, men det praktiska utförandet föll ofta på byalagen.
Byalaget hade uppdraget att organisera bystämman, som i sin tur valde och skickade representanter till sockenstämman.
De var dock främst i Skånelandskapen (och Danmark), där sockenstämman inte hade samma betydelse, som byalagen kom att få uppgifter som annars handhades av denna instans.

## Byalagen efter 1800-talet
Sedan många byar i Götaland och södra Svealand splittrats efter flera skiftesreformer på 1700-talet och 1800-talet – storskifte, enskifte och laga skifte – kom byalagen att minska i betydelse där. I Dalarna, Hälsingland, Jämtland m.fl. landskap i mellersta och norra Sverige, behölls dock de flesta byar intakta, och byalagen har där fortsatt att spela en naturlig roll. 
I södra Sverige har byalagen sedan 1970-talet återstartats i form av lokala intressegrupper, som samlas kring frågor inom närområdet, ofta vid arrangemang av trivselkaraktär.
Även i storstäderna bildades stadsdelsföreningar under 1970-talet inom den så kallade byalagsrörelsen, som lånade namnet byalag till sin verksamhet. Idén var att dessa skulle representera stadsdelen, och fungera som socialt kitt. Byalagen inne i städerna har haft blandad framgång. Vissa finns fortfarande kvar, medan andra ombildats till kulturföreningar, eller lagts ned. 
För de återstartade byalagen på landsbygden har det dock gått bättre, och de flesta fyller idag en viktig funktion. 

## Byalagets betydelse för välstånd
Orter med existerande byalag anses få tillgång till en högre andel socialt kapital, något som många statsvetare anser är avgörande för mindre orters välstånd. Den statsvetare som främst studerat detta fenomen är Robert Putnam, som under 1970-talet gjorde ingående jämförelser mellan byar i norra och södra Italien. Studien resulterade i avhandlingen Den fungerande demokratin. Putnam kom fram till att skillnaden mellan byars välstånd och välmåga över tid, inte berodde på vilka ekonomiska förutsättningar byarna från början hade haft. Skillnaden i välstånd kunde istället beskrivas i hur hög tilliten mellan innevånarna var, och hur väl människor kände varandra i respektive byar. Putnam kallade den rikedom av interaktion, samarbete och tillit han observerade i norra Italien för "socialt kapital".
Byarna i södra Italien präglades av misstänksamhet och liten grad av organisering och föreningsliv, medan byar i norra Italien präglades av tillit och hög grad av organisering. Eftersom människor i norra Italien var mer organiserade i gemensamma sammanslutningar, kunde de bland annat utöva politiskt inflytande gentemot myndigheter, där de kunde framföra synpunkter och fungera som kontaktyta. De kunde också samverka i olika former av ekonomiska sammanslutningar, vilket gynnande byarna om någon form av ekonomiska problem uppkom. Byarna i norra Italien präglades också av gemensamt företagande och kooperativa samverkansformer i form av kooperativt drivna mejerier, sjukkassor och försäkringsbolag, vilket fick stora positiva effekter på den lokala ekonomin.
Även om byarna i södra Italien fick tillgång till någon form av ekonomisk fördel, exempelvis en nyetablerad industri eller en nyupptäckt naturtillgång, ledde inte detta till att välståndet eller välmågan över tid ökade. Detta ansågs bero på att tilliten mellan människor var låg, och att innevånarna därför inte förmådde förvalta de resurser de gavs tillgång till.
Flera av byarna i södra Italien präglades av avfolkning och utflyttning, samt i värsta fall av ekonomisk brottslighet. Många av de byar som Putnam studerade i södra Italien, t.ex. i Apulien och Kalabrien är idag helt avfolkade.

## Byalagen som ekonomisk enhet
Byalagen var redan från början viktiga institutioner för att avhandla ekonomiska spörsmål rörande exempelvis allmänningar, vägunderhåll, kvarnar, gemensamt ägda kreatur, fäbodar, eller gemensamt ägda fiskevatten.
Ännu idag är det vanligt att byalagen handhar ekonomiska frågor, exempelvis gällande en enskild väg, eller förvaltning av allmänningar. Vad gäller handhavande av enskild väg vill numera[när?] staten genom Vägverket att vägföreningar skall drivas endast som vägföreningar, så att tilldelade resurser ej används till annat än just den enskilda vägen.
Ett tiotal byalag i Sverige har sedan 1990-talet tagit över den tidigare kommunala byskolan, efter att kommunen beslutat att byskolan ska läggas ned. Byalaget driver då byskolan vidare som ekonomisk förening. Det förekommer också att byalaget driver den lokala livsmedelsaffären. I några fall har även bensinmackar övertagits av byalag under 2010-talet. Även daghem drivs ibland av byalag.
Byalagen eller byföreningarna har ofta tillgång till en bystuga.
En stark förespråkare för byalagsinstitutionen var författaren Vilhelm Moberg, som tar upp detta bl.a. i "Min svenska historia".

## Lista över orter där byalag driver livsmedelsaffär
- Arholma, Uppland (Arholma Handel)
- Brokind, Östergötland (Brokinds affär)
- Klädesholmen, Bohuslän (Klädesholmens affärsförening)
- Lindefallet, Hälsingland (Linde Livs)
- Linghed, Dalarna (Lingheds Livs)
- Linsell, Härjedalen (Linsells Livs)
- Singö, Uppland (Singöaffären)
- Skattungbyn, Dalarna (Skattunge Handel)
- Torö, Södermanland (Torö Livs)
- Västerfärnebo, Västmanland (Västerfärnebo handelsbod)